# O żołnierzu tułaczu
O żołnierzu tułaczu – dwuczęściowa nowela napisane przez Stefana Żeromskiego. Jego pierwodruk ukazał się w roku 1896 w piśmie „Głos”, następnie został wydany w tomie Utwory powieściowe w roku 1898 w Warszawie.
Tytuł opowiadania autor zaczerpnął z Pieśni o żołnierzu tułaczu. Utwór ten, popularny w XIX wieku, miał również pewien wpływ na charakter opowiadania. Autor zamieszcza także refleksję na temat wojen napoleońskich i czasów rewolucji francuskiej. 
Utwór związany jest z podróżą Żeromskiego do Szwajcarii. Pierwsza jego część dotyczy walk republikańskiej armii francuskiej z austriacką. Najważniejszym bohaterem opowiadania jest chłop Matus Pulut ceniony wśród Francuzów za męstwo. Część druga dotyczy jego powrotu do kraju ojczystego, w którym  panuje feudalizm. Zostaje uznany za pańszczyźnianego uciekiniera i skazany na karę śmierci.